# 格里茲利弗拉茨 (加利福尼亞州)
格里茲利弗拉茨（英語：Grizzly Flats）是位於美國加利福尼亞州埃爾多拉多縣的一個人口普查指定地區。

## 地理
格里茲利弗拉茨的座標為38°38′11″N 120°31′39″W / 38.63639°N 120.52750°W，而該地最高點為海拔高度1179米（即3868英尺）。

## 人口
根據2010年美國人口普查的數據，格里茲利弗拉茨的面積為17.169平方千米，當中陸地面積為17.169平方千米，而水域面積為0.000平方千米。當地共有人口1066人，而人口密度為每平方千米62人。